# Badiauri
Badiauri (gruz. ბადიაური) – wieś w Gruzji, w regionie Kachetia, w gminie Sagaredżo. W 2014 roku liczyła 1286 mieszkańców.

## Urodzeni
- Anzor Kiknadze